# Iouri Iatsev
Iouri Vasilievitch Iatsev (en russe : Юрий Васильевич Яцев), né le 2 mars 1979 à Moscou, est un joueur de water-polo russe, médaillé olympique.